# Operação Grão Branco
Operação Grão Branco foi uma operação da Polícia Federal (PF) deflagrada em maio de 2021 com objetivo de desarticular uma quadrilha que comandava tráfico internacional de drogas.  As investigações iniciaram em janeiro de 2019, quando a  PF e o Grupo Especial de Fronteira (Gefron) de Mato Grosso, apreenderam 495 kg de cocaína no município de Nova Lacerda. O nome da operação deve-se ao transporte de grãos (soja e milho) do Estado de Mato Grosso para São Paulo para justificar as viagens das carretas que transportavam a cocaína.
Agentes federais cumpriram 110 mandados judiciais sendo 38 de prisão e 72 de busca e apreensão em Mato Grosso, Mato Grosso do Sul, Tocantins, Amazonas, Maranhão, Pará, Rio Grande do Sul, Paraná e São Paulo. Os traficantes presos na operação ostentavam uma vida de luxo. Entre os bens apreendidos estão dinheiro em espécie, relógios caros e carros de alto valor.
Na operação foram apreendidos aproximadamente 4 toneladas de cocaína, aeronaves e veículos. Em razão da complexidade da operação, além da atuação da PF, foi necessário o apoio da Força Aérea Brasileira (FAB), Gefron/MT, Polícia Rodoviária Federal (PRF), Polícia Civil do Estado de Mato Grosso e Polícia Militar do Estado de Mato Grosso, Polícia Militar de Mato Grosso do Sul e Polícia Militar do Estado de São Paulo.
Segundo as investigações, o gestor da logística do tráfico ficava em Santa Cruz de La Sierra, na Bolívia, e encaminhava cocaína para o Brasil por meio de aviões. Em território brasileiro, a droga era distribuída também por aviões em pistas clandestinas ou por terra, com carretas carregadas de grãos e soja que saíam do Mato Grosso ao estado de São Paulo.

## Fatos posteriores
Em janeiro de 2022, a Polícia Civil, em ação conjunta da Delegacia de Arenápolis e Gerência de Combate ao Crime Organizado (GCCO), cumpriu mandado de prisão contra um homem considerado foragido da Justiça Federal por crimes de tráfico internacional de drogas e organização criminosa, alvo da operação Grão Branco.

## Números de apreensão em 2021
Em 2021, Mato Grosso foi o estado que teve maior apreensão de cocaína nas estradas conforme dados da Polícia Rodoviária Federal (PRF).
Em janeiro de 2022, o Ministério da Justiça e Segurança Pública anunciou que foi registrada apreensão recorde de cocaína em 2021. Segundo dados do Programa Nacional de Segurança nas Fronteiras e Divisas (VIGIA), houve aumento de 125 por cento de apreensões em relação ao ano de 2020. Segundo a pasta, mais de 18 toneladas foram apreendidas ante 8 toneladas em 2020. O material é avaliado em 620 milhões de reais, sendo 12 toneladas das apreensões foi realizada na Região Centro-Oeste.